# イージーリスニング (K-POP)
イージーリスニングとは、おもにK-POPにて使用される音楽派生ジャンル。

## 概要
3分未満の軽やかで、安らぎのあるスムースなメロディーが特徴的であり、2023年頃よりK-POPアイドルグループが多数採用している。海外市場を念頭に置き、イギリスやアメリカの音楽市場にて、煌びやかな印象のK-POPから、聴きやすく、かつ真似やすい曲が好まれる傾向に遷移していることから生じたとされている。
音楽評論家のキム・ドホンは、「音源ストリーミングで音楽を主に聞くことになり、何度も繰り返して鑑賞するためには、曲の長さが短い方が有利だ」とし、また「短い映像で音楽の一部だけを楽しむ若年層が増え、曲がますます短くなっている」と述べている。また「巨大なコンテンツと世界観が今日のK-POP人気をけん引した要員のひとつであることは事実。しかし一方で、理解しにくいこのようなコンテンツに対する疲労感を訴える大衆も多かった」「これに加え、ボーイズグループの楽曲が大衆性と遠ざかり、あまりにも難解だという批判も起きた」それと共に「最近は、ボーイズグループにもう少し大衆的な歩みを要求する時代」とし、「昨今企画されたグループは、意図的に（大衆に）近づこうとする側面がある」とも述べている。